# Glacera de Petermann
La glacera de Petermann (en danès Petermann Gletsjer) és una gran glacera que es troba al nord-oest de Groenlàndia, a l'est de l'estret de Nares. Connecta la glacera continental groenlandesa amb l'oceà Àrtic prop de l'illa de Hans.
La glacera i el seu fiord reben el nom del cartògraf alemany August Heinrich Petermann.

## Geografia
La glacera de marea consta d'una llengua de gel flotant de 70 km de llarg i 15 km d'amplada, amb un gruix que oscil·la entre els 600 metres a la seva part terrestre i uns 30-80 metres a la part frontal. Un càlcul aproximat del balanç de masses sembla indicar que al voltant del 80% de la seva massa es perd com a aigua de fusió basal, encara que no hi ha gaires dades oceanogràfics disponibles per connectar la glacera Petermann amb el fiord i l'estret adjacent de Nares. Fins i tot la profunditat i situació del seu llit són en gran part desconeguts per manca d'estudis moderns del fiord. La glacera Petermann marca el límit occidental de Terra de Hall i el límit oriental de la Terra de Daugaard-Jensen.
Una sèrie d'imatges per satèl·lit demostren com la glacera s'ha reduït diversos quilòmetres a partir del 2002, formant-se enormes icebergs al mateix temps que s'han desenvolupat diverses esquerdes laterals. L'agost de 2010 es va detectar el despreniment d'un gran iceberg de 260 km² i el juliol de 2012 un de 130 km².